# Abraham Fletcher
Abraham Fletcher (ur. 1714 – zm. 1 stycznia 1793) był angielskim matematykiem.

## Życie
Fletcher urodził się we wsi Little Broughton w okręgu Bridekirk w hrabstwie Cumberland w Anglii jako syn producenta fajek; ojciec nauczył go własnego rzemiosła, lecz niczego więcej. Chłopiec sam nauczył się czytać, pisać i rachować najlepiej jak mógł, stosując te umiejętności do badania arytmetyki, a później do badania twierdzeń matematycznych. Pracując z Elementami Euklidesa w wieku 30 lat został nauczycielem matematyki i zdobył w tym zawodzie wysoką renomę.
Ożenił się we wczesnym wieku. Jego żona, podobnie jak jego rodzice, nie była zainteresowana nauką, traktując ją jako rzecz nierentowną. Zmieniając swoje zainteresowanie na botanikę, Fletcher studiował właściwości roślin zwiększając sprzedaż swoich ziołowych wywarów. Uczył się także astrologii. Zmarł w wieku 78 lat.

## Prace naukowe
- The Universal Measurer; the Theory of Measuring in all its various uses, whether artificers' works, gauging, surveying, or mining, Whitehaven, 1753, 2 tomy. 8 wolumenów.
- The Universal Measurer and Mechanic, a work equally useful to the Gentleman, Tradesman, and Mechanic, with copperplates, Londyn, 1762, 8 wolumenów.